# Hugues de Tours
Hugo, de Tours et de la Haute Alsace (né selon les sources vers 765-780, mort le 20 octobre 837) était comte de Tours et duc de la Haute Alsace durant les règnes de Charlemagne et Louis le Pieux.

## Origine
Le comte Hugues serait le descendant, petit-fils (?) d'un certain Haicho, frère d'Adalbert d'Alsace et fils cadet de Etichon-Adalric d'Alsace.
Une autre hypothèse en fait le Fils de Luitfrid II de Sundgau, et de Bava d'Alsace. Il fait partie de la famille des Etichonides et est comte de Tours et duc de la Haute Alsace durant les règnes de Charlemagne et Louis le Pieux[réf. nécessaire].
Il a un frère, Leuthard de Sundgau dont le fils Otbert, évêque de Strasbourg, est assassiné en 813[réf. nécessaire].

## Biographie
En 811, il est nommé par Charlemagne ambassadeur à Constantinople, charge qu'il conserve jusqu'en février 828 quand il est destitué de cette fonction par Louis le Pieux pour avoir tardé à porter secours à Bernard de Septimanie qui combattait les Sarrazins commandés par Abou Marvan au sud de l'Aquitaine. Lui et le comte Matfrid ou Mainfroi d'Orléans furent sévèrement réprimandés par Louis le Pieux qui les destitua de leur titre. C'est à la suite de cet épisode que Hugues fut affublé du surnom d'Hugo timidus, Hugues le Timide ou le Peureux. 
Hugues III marie sa fille Ermengarde de Tours à Lothaire Ier le 15 octobre 821. La cérémonie de mariage se déroule à Diedenhofen aujourd'hui Thionville en présence des plus hautes personnalités de l'époque dont l'évêque de Strasbourg, Adeloch et trente-et-un autres prélats.

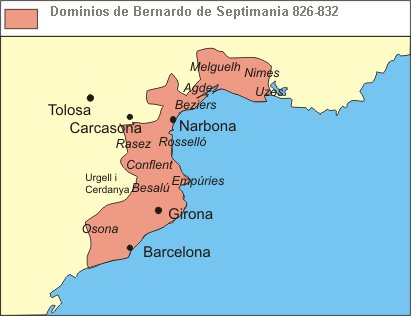
Possessions de Bernard de Septimanie.

Une autre de ses filles, Berthe, épouse en 843[réf. nécessaire] Gérard II de Paris qui devient ainsi par son mariage le beau frère de Lothaire Ier. Vers 858/859, Girart de Vienne, comte de Paris et de Fezensac, fonde l'abbaye de Vézelay.
Il a pour adversaire les fils de Guillaume de Gellone, petit-fils de Charles Martel, Bernard de Septimanie, Gaucelme, comte de Roussillon et leur parent Bernard de Gothie. Tandis que tous les trois soutiennent l'empereur Louis le Pieux, lui soutient son gendre Lothaire.
En juin 833, Louis le Pieux est fait prisonnier par ses propres fils au Champ du Mensonge, près de Colmar à la suite d'une révolte fomentée par Lothaire Ier. En 835, Louis le Pieux est remis sur son trône et vint à Thionville pour tenir la diète convoquée pour le mois de février. Lothaire Ier, après avoir continué quelque temps sa révolte, se rend à l'invitation de son père avec le comte Hugues qui le soutient. En 834, à Chouzy-sur-Cisse, près de Blois, il est contraint de se soumettre à son père. Il implore sa grâce et celle du comte Hugues. Son père lui pardonne et rétablit par la même occasion le comte Hugues dans toutes ses terres de l'Alsace sans toutefois qu'il puisse exercer une quelconque autorité sur ses terres. C'est grâce à l'intervention de Wala de Corbie ancien précepteur de Charlemagne et conseiller de Lothaire Ier que les deux personnages sont graciés. Ils perdent toutefois tous deux leur comté et une partie de leurs biens. Lothaire Ier est obligé de s'exiler en Italie avec Hugues III qui y mourut le 20 octobre 837 de la peste. Avec sa femme qui lui survécut deux ans, ils sont enterrés dans l'église Saint-Jean-Baptiste de Monza en Lombardie. 
Peu avant sa mort Hugues III et son frère Leuthard donneront des terres situées à Echéry au Petit Rombach secteur de Sainte-Croix-aux-Mines) à Ermengarde qui y construira en 836 un petit sanctuaire qui deviendra une centaine d'années après un prieuré bénédictin dirigé par un moine de l'abbaye de Gorze du nom de Blidulphe.
Hugues fut aussi le bienfaiteur de l'abbaye Sainte-Marie de Niedermunster à Saint-Nabor près du Mont Sainte-Odile en Basse-Alsace. Avant son décès il légua ses biens à la chapelle Saint-Jean-Baptiste de Monza.

## Descendance
Avec son épouse nommée Ava ou Aba, fille de Guerry de Morvois et d'Ève de Tours[réf. nécessaire], Hugues III a six enfants :
- Ermengarde († 20 mars 851) épouse de Lothaire Ier ;
- Adélaïde ou Aélis († après 866), épouse en premières noces Conrad III en tant que Welf, Conrad Ier en tant que roi des deux Bourgognes, descendant de Konrad I, frère de l'impératrice Judith von Altdorf, dite  de Bavière, épouse de Louis le Pieux, elle a un fils du nom de Hugues qui est pour un temps archevêque de Cologne. Une interpolation de la chronique de Saint-Bénigne de Dijon, laisse penser qu'Adélaïde, veuve de Conrad Ier de Bourgogne, aurait épousé en secondes noces le comte Robert le Fort, l'arrière-grand-père de Hugues Capet et donc l'ancêtre de toute la lignée capétienne. Il a aussi été avancé que l'épouse de Robert le Fort ait été, non pas Adélaïde mais une fille de cette dernière et de Conrad Ier de Bourgogne, fille qui pourrait se prénommer Emma. Cette légende pourrait se reporter à une Adelaide ou Aélis qui vivait un siècle plus tôt et  qui a effectivement épousé Robert le Fort ;
- Berthe épouse de Gérard II de Paris ;
- Hugues († avant le 25 janvier 835) ;
- Luitfrid de Monza[7] († entre 864 et 866), comte d'Alsace et de Lombardie, conseiller de Lothaire II ;
- Beranger († 838).

## Légende

### Hugues accusé de conspirer contre Charlemagne[8]
C'est dans sa cour que l'empereur Charlemagne aperçoit régulièrement un seigneur pieux, loyal et fidèle : Hugues III que certains appellent aussi Hugues de Bourgogne, bien que cette appellation soit impropre, possède en effet des biens en Bourgogne, mais ne semble pas duc de cette région. Les gens comme lui sont exposés à la jalousie et finissent par le calomnier. Ses adversaires l'accusent de conspirer contre l'empereur. Comme ils assortissent leurs mensonges de serments solennels, Charlemagne condamne injustement ce bon gentilhomme à être décapité. Hugues est amené à l'échafaud, le bourreau lève le glaive et… il ne se passe rien, sinon que le bras dudit bourreau reste coincé en l'air, complètement paralysé. Ce n'est que partie remise, on en cherche un autre. Mais il lui arrive la même mésaventure, à lui et à tous ceux qu'on envoie quérir pour mettre à mort celui qu'on croit un félon. Charlemagne s'impatiente et prend lui-même le glaive. Il se trouve également figé dans la même posture, à vrai dire un peu ridicule. Alors, il comprend que Hugues est innocent et Charlemagne implore le pardon du comte Hugues, dont la prière lui rend l'usage de son bras. On porte Hugues en triomphe au palais et l'empereur ne sachant comment réparer son injustice lui demande ce qu'il veut. Mais le comte qui est un homme pieux ne souhaite ni trésor ni château, mais seulement un coffret contenant de précieuses reliques, que Charlemagne a reçu d'un évêque de Jérusalem nommé Fortunatus en 799. Charlemagne ne tient pas à s'en séparer, mais chose promise chose due. Le coffret devient ainsi la propriété du comte Hugues. Or celui-ci s'en trouve soudainement indigne. Il demande une croix en or, argent et pierreries, pour y enfermer les précieuses reliques. Il l'emballe bien pour le protéger contre les intempéries, avec quelques livres de grande valeur, sur le dos d'un chameau, tandis que sa femme Ava ou Aba suspend au cou du chameau, une cloche au tintement très pur.

### Le chameau s'arrête à Niedermunster[9]
Un manuscrit du père jésuite Lyra rapporte que Hugues III qui avait été accusé de trahison envers Charlemagne devait être décapité mais il fut entièrement innocenté. Pour le dédommager de cette injustice, Charlemagne lui fit don en 802 d'une parcelle de la vraie croix, que lui-même avait reçue en 799 des mains du patriarche de Jérusalem en Terre sainte. Le duc Hugues, père d'Ermengarde, ne se trouvant pas digne de posséder cette relique, la fit enchâsser dans un grand reliquaire en forme de croix et le mit au cou d'un chameau, tandis que sa femme Ava y avait ajouté un évangile richement orné. On convint que le précieux don resterait et serait vénéré à l'endroit où la bête s'arrêterait de son gré. Une sonnette au cou et suivi de cinq chevaliers bourguignons, le chameau partit de Bourgogne, où les parents d'Ermengarde possédaient de nombreux biens, et arriva enfin en Alsace près de Saint-Nabor, au portail de Niedermunster, où il s'arrêta le 7 des ides de juillet. C'est cet endroit qui fut choisi pour y élever plus tard l'abbaye Sainte-Marie de Niedermunster. Accueilli à bras ouverts par les religieuses, il s'agenouille pour qu'on le décharge. Dès ce moment, la grande croix-reliquaire commence à attirer les foules. Les cinq chevaliers comprennent alors que leur mission est remplie et s'apprêtent à rentrer pour raconter au comte Hugues ce dont ils ont été témoins. Après avoir fait leur rapport à leur maître, ils vendent tous leurs biens et reviennent en Alsace, et construisent non loin de l'abbaye, un petit ermitage qu'ils dédient à saint Jacques et y construisent une chapelle. Selon Gewiler, un historien du XVIe siècle, les cinq bourguignons mourront en odeur de sainteté et les restes mortels de leurs dépouilles seront inhumés dans l'abbatiale de Niedermunster. Cette croix-reliquaire fut vénérée à l'abbaye de Niedermunster jusqu'au XVIe siècle date où l'abbaye fut dévastée lors de la guerre des Paysans et par deux incendies, en 1542 et 1572. Les reliques furent transférées à Molsheim où elles disparurent.

### La relique de la vraie croix
Pendant plusieurs siècles, la relique de la vraie croix est entourée d'un halo de mystère. Que contenait donc ce fameux reliquaire ? Entre autres reliques, qui ne sont pas précisées, il contenait aussi une particule du bras de saint Basile et du bras de saint Denis, un fragment du vêtement de la Vierge et du bois de la vraie croix du Christ. C'est donc devant ce reliquaire que durant plusieurs siècles, jusqu'à la Révolution, les habitants des alentours, mais aussi d'un peu partout, sont venus se recueillir. Lors de l'incendie de l'abbaye de Niedermunster en 1542, les religieuses réussissent à sauver cette précieuse relique. La première mention de l'existence de la croix de Niedermunster figure dans un manuscrit daté de 1436 conservé à la chartreuse de Strasbourg. Pendant plusieurs siècles, elle est l'objet d'une fervente vénération à l'abbaye de Niedermunster. Le 14 novembre 1542, le monastère est la proie des flammes et la croix est transférée à l'abbaye de Hohenbourg située sur le Mont Sainte Odile. Cet établissement est à son tour incendié en 1545 et l'évêque de Strasbourg Érasme de Limbourg intègre alors la relique de la vraie croix au trésor épiscopal de Saverne. C'est en 1580, lors de l'arrivée des Jésuites à Molsheim, que l'évêque Jean de Manderscheid leur fait don de la célèbre croix pour leur témoigner sa bienveillance. Ceux-ci la conservent d'abord dans la chapelle de l'ancien hôpital, puis dans la nouvelle église du collège, plus précisément dans la chapelle archiducale aménagée dans le croisillon (chapelle Saint-Ignace actuelle). Le 26 septembre 1793, le commissaire révolutionnaire Nestling, maire de Molsheim pendant quelques mois, s'empare de la croix dont le métal précieux est livré à la Monnaie de Strasbourg.